# Namibia, épisode 1
Épisode 1 est le premier tome de la série de bande dessinée Namibia, second cycle de la série Kenya de Leo et Rodolphe. L'album est paru le 12 mars 2010 en France.